# Velencei-tó

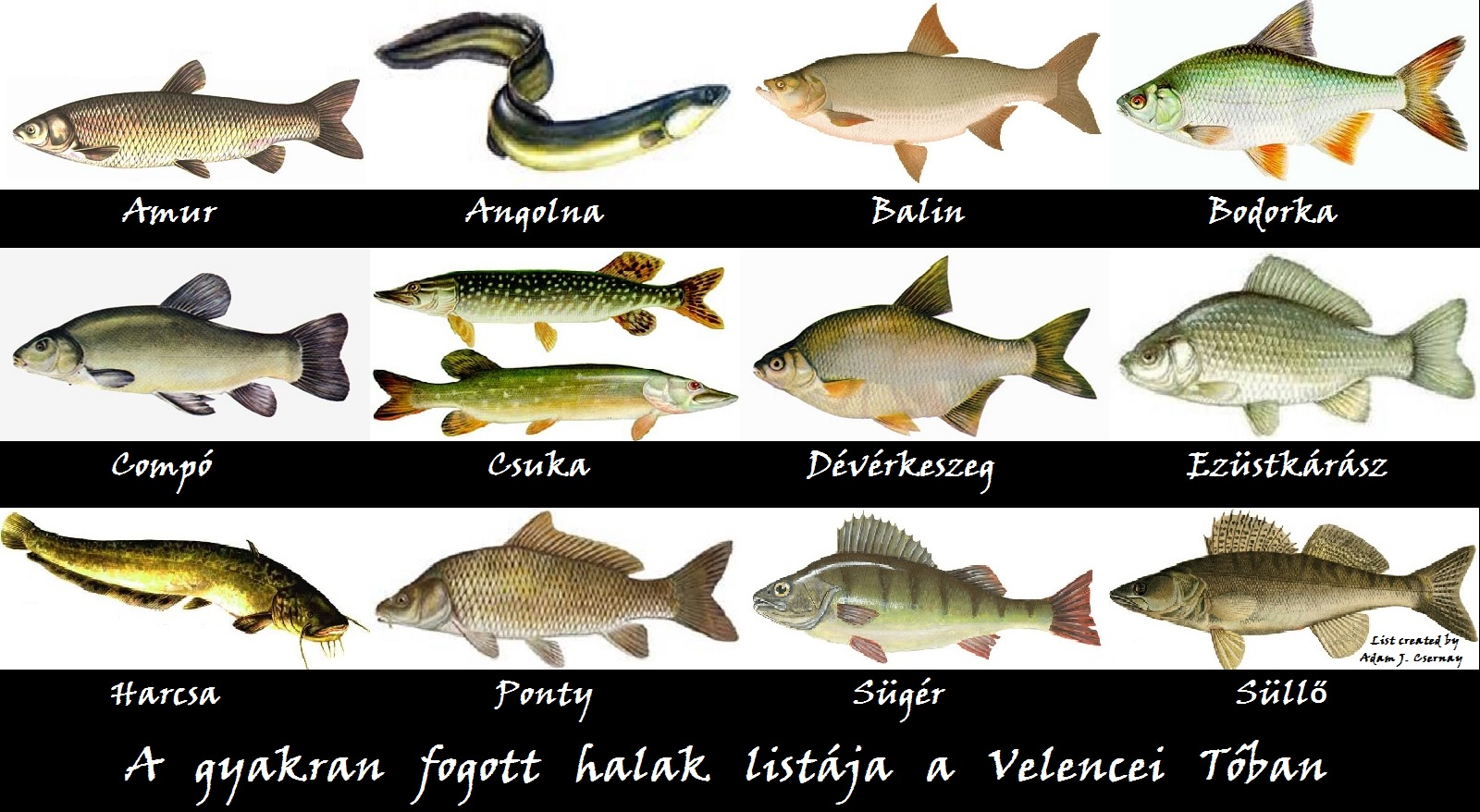
Gyakori halak a Velencei-tóban

A Velencei-tó Magyarország harmadik legnagyobb természetes tava. Kedvező természetföldrajzi, fekvésének, adottságainak, valamint a mederszabályozásnak köszönhetően a Balatonhoz hasonlóan hazánk legkedveltebb üdülőhelyeinek egyike.
Területe 26 km², a felület harmada nádassal borított. A napsütés hatására, valamint a sekély, átlagosan 1,5 m-es mélysége miatt Európa egyik legmelegebb tava: a víz hőmérséklete elérheti a 26-28 °C-ot is.
A Velencei-tó ásványi anyagokban (nátrium és magnézium) gazdag, kiváló vize a kimerült szervezetet felfrissíti, regenerálja. A fürdésen kívül a reumatikus fájdalmak enyhítésére is alkalmas.
A Velencei-tó a Kárpát-medence egyik legnagyobb szikes állóvize.

## Földrajz
Fejér vármegyében, Budapest és Székesfehérvár között, a Velencei-hegység lábánál található. A Mezőföld földrajzi középtájon, azon belül a Velencei-medence földrajzi kistájon található.
Vízellátását főként a Vértesben eredő és a Zámolyi-medence vizeit összegyűjtő Császár-víz biztosítja. A Velencei-hegységből hat vízfolyás táplálja, közülük a pákozdi Bella-patak a legszámottevőbb. Velencénél ömlik bele a Bágyom-ér, déli irányból pedig három árok torkollik a tóba. Lefolyását a Sárvízbe torkolló mesterséges Dinnyés–Kajtori-csatorna biztosítja.
A tóban két mesterséges sziget található: a Cserepes-sziget és a Velencei-sziget.

## Története
A földtörténeti szempontból fiatal tó csupán 12-15 ezer éve, két párhuzamos törésvonal között alakulhatott ki. Az árkos mélyedést egyrészt a viharos szelekkel együttjáró esők egyre jobban kimosták, másrészt a hordalékok, a felszíni vizek és esőzések, továbbá a környéken élő birtokosok újra és újra feltöltötték, tehát a tó hol kiáradt, hol kiszáradt.
A tó az elmúlt másfél évezred folyamán tizennégyszer, azaz átlagosan mintegy 100 évente kiszáradt. A legutóbbi ilyen eset 1863 és 1866 között volt, amikor a Fertő is erre a sorsra jutott. Ebben az időszakban a fehérvári huszárok gyakorlatoztak a kiszáradt mederben. Ezzel szemben több alkalommal kiáradt, elöntve a parti területeket: a legjelentősebbek az 1838-as és az 1963-as tavaszi áradások voltak.
Jelenleg a tó természetes életútjának körülbelül a felénél tart, külső beavatkozások nélkül az elláposodás, majd feltöltődés lesz a sorsa néhány évezreden belül, a mederkotrás viszont drasztikus beavatkozás a tó élővilágába, a kitermelt több millió köbméter iszapnak a tavon kívülre való elszállítása és elhelyezése szinte megoldhatatlan feladat.[forrás?]

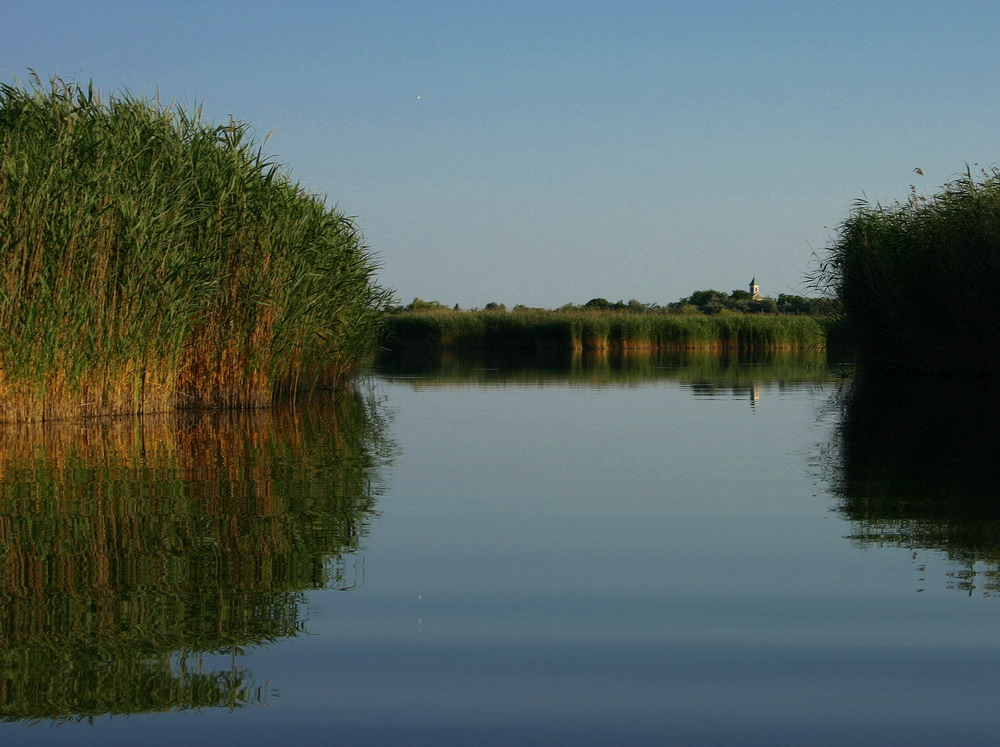
A tó felületének jelentős részét ma is nádasok borítják

Az 1960-as évek végén kezdődött meg a tó akkori korszellemnek megfelelő szabályozása, ebben a természetvédelem mai szempontjai nem szerepeltek, ennek során a partvonal körülbelül felében a tó eredeti arculata teljesen elveszett.[forrás?] Emellett az ebben a korban történt intenzív műtrágyázásból a felesleg műtrágya tóba jutó hányada tovább növelte a szerves anyag felhalmozódást. A helyiek emléke szerint a 70-es években a tó vize még átlátszó volt. Ez a 90-es évekre már közel sem volt igaz.
A szabályozás keretében a Dinnyés–Kajtori-csatornán Dinnyésnél zsilipet építettek, a Császár-vízen Zámolynál (1971-ben) megépítették a Zámolyi-víztározót, valamint Pátkánál (1975-ben) a Pátkai-víztározót. 
A tó medrének mintegy 50%-át 1977–1978-ban kotrással kimélyítették. A felgyűlt kotrási iszapból alakították ki mintegy 1 millió m³ iszap és nád felhasználásával a Cserepes-szigetet – amelyet ezt követően 6 m-es betoncölöpökkel cölöpöztek körbe –, valamint a Velencei-szigetet.

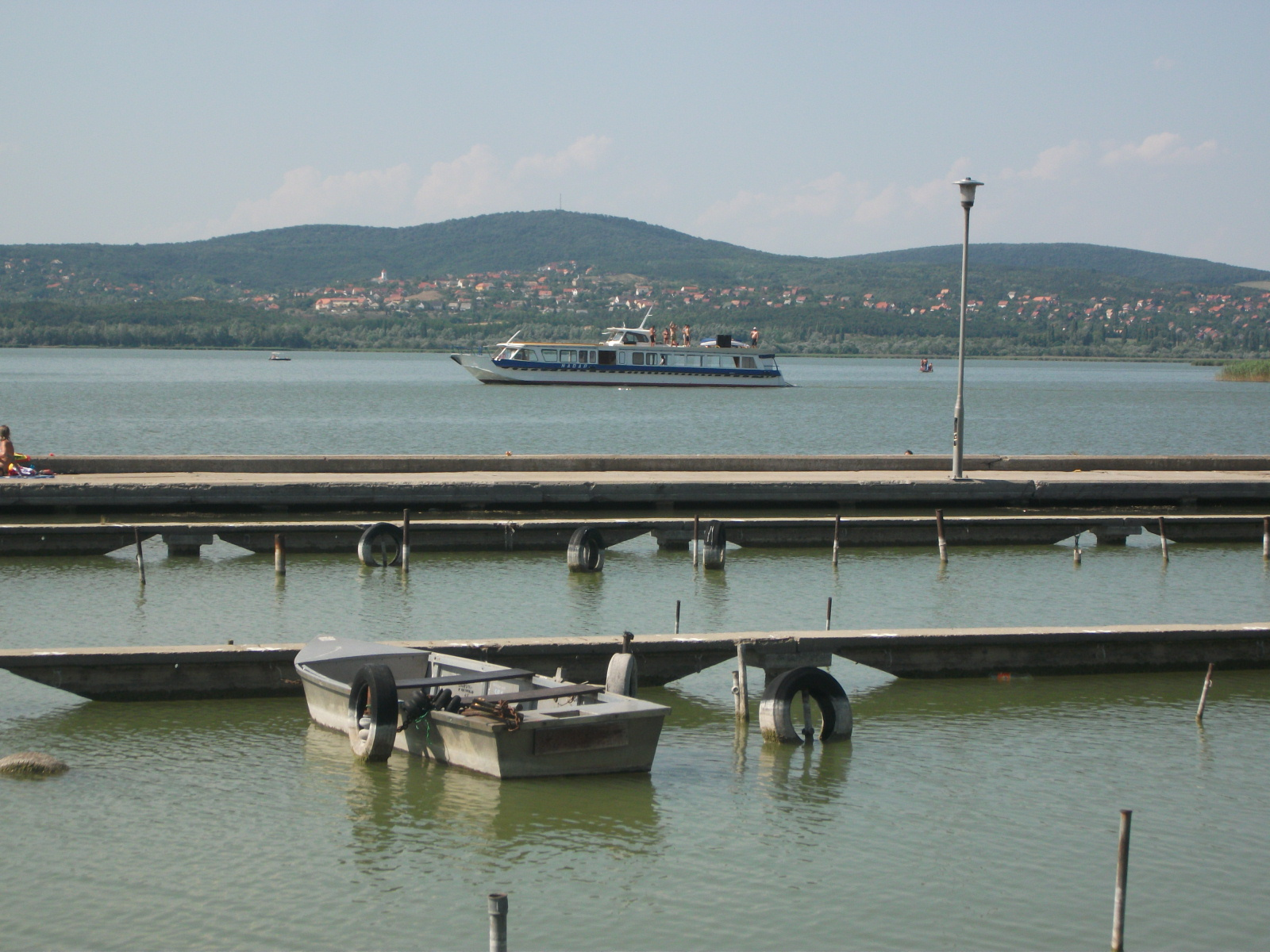
Velencei-tavi csónakkikötő

A kotrás hatására a nádasok aránya a tó felületének 60%-áról 40%-ára szorult vissza. A partvonal feltöltése és beton védművekkel való kiépítése miatt a természetes tópart csak kevés helyen maradt meg.
Az északkeleti parton Velence és Agárd között, a feltöltések miatt a tóból mintegy 100 méteres sáv elveszett. Az egykori partvonal közvetlenül a 7-es főút 30a vasútvonal északi oldalán haladó régi szakasza mentén húzódott. A vonalát a még élő fűzfák mutatják. A tómeder feltöltött helyén strandot, bevásárlóközpontot, üdülőket építettek. A maradék területeket felparcellázták, ami nyaralókkal és hétvégi házakkal telt meg. Az északnyugati partvonalon Sukoró térségében két és fél kilométer hosszban evezős pályát építettek. A természetes környezet, nádas itt sem maradt meg.
A tópart természetközeli arculatát nagyarányú építkezések változtatták meg. Az első nagyobb modern épület az Expressz Ifjúsági szálló volt a velencei vasútállomás mellett, ez az 1970-es évek elején épült. (Azóta nem volt felújítva.) 2000 után a közel az egy évszázadig működő régi strand helyén több épületből álló wellness-szálló létesült, majd 2010 körül kezdődött a feltöltött északkeleti parton a pláza építése. Mindezek a változások végleg eltüntették a tó nagy részének természetközeli állapotát.
2022 nyarán a tó ismét a kiszáradás jelét kezdte mutatni, ám egyelőre még nem világos, hogy a teljes víztartalma kiapad, vagy az aszály elmúltával ismét növekedésnek indul? Hasonlóan csökken a Tisza-tó és a Balaton vízszintje, továbbá rekord alacsony állást mértek a Dunán és Tiszán is. A szárazság következtében a Tápió folyó is kiapadt Pest megyében és országszerte hasonló állapot súlyt más kisebb folyót vagy patakot.[forrás?]

## Vízhiány
2019-2021 között a tó elveszítette vízmennyiségének 44%-át. A tapasztalható alacsony vízállásnak számos oka van, többek között a globális felmelegedéssel összefüggésbe hozható egyre gyakoribb kánikula, illetve az egyre magasabb hőmérséklet jelentősen növeli a tó természetes párolgását. Ezt szemlélteti az, hogy 40 fokos kánikulában a tó vizét csökkentő párolgás elérheti a napi 1 centimétert.
A tó vízszintjére szintén negatív hatással van a tó elsődleges víz forrásául szolgáló Császár-víz területén az elmúlt 10 évben végzett rehabilitációs projekt, mely révén Csákvártól délre a Csíkvarsai-réten elárasztásra került egy közel 500 ha-s terület(ez a Pátkai-víztározó jelenlegi méretének négyszerese), ami ezáltal jelentősen csökkenti a Császár-víz vízhozamát.
2021 augusztusában bejelentették, hogy a tó megmentése érdekében, a témát leginkább ismerő szakemberek bevonásával, a Kék Bolygó Klímavédelmi Alapítvány hosszú távú, fenntartható megoldást keres és elkészít egy szakmailag megalapozott cselekvési tervet.
Érdemi csapadékmennyiség híján 2021 szeptembere és decembere között a Zámolyi-víztározó teljes leengedéséből kapott utánpótlást a tó. 2022 júliusában mindössze 4 cm-el magasabb vízállást mértek az egy évvel korábbihoz képest: 77 helyett 81-et, miközben 130 cm lenne az optimális vízszint.
A tartós aszály eredményeként Agárdon 2022. augusztus 2-án süllyedt a tó a korábbi negatív rekord, az 1949-es 63 cm alá. Ez augusztus 9-ére 58 cm-re apadt. A meleg és száraz időjárás hatására a vízszint tovább süllyedt. Az Országos Vízügyi Főigazgatóság (OVF) adatai alapján 2022. augusztus 20-án a tó rövid időre elérte az 50 cm-es vízállást is.

## Főbb nevezetességek a tó környékén

A Velencei-tó térképe

### Agárd
- Gárdonyi Géza Emlékház
- Velencei-tavi Galéria
- Gárdonyi-rönkvár
- Agárdi Gyógy- és Termálfürdő
- Agárdi Tematikus Sétány
- Chernel István Madárvárta
- Szent István király-templom
- Szent Anna-kápolna
- Nádasdy-kastély

### Dinnyés
- Dinnyési Templomkert Hagyományőrző Turisztikai Központ
- Szent György-templom
- Dinnyési-fertő Természetvédelmi Terület
- Dinnyési várpark
- Sarvajc körösztje, kilátó a tóra és a hegyekre

### Kápolnásnyék
- Vörösmarty Mihály Emlékmúzeum
- Dabasi–Halász-kastély
- Vörösmarty park
- Helytörténeti kiállítás

### Pákozd
- Pákozdi-ingókövek természetvédelmi terület
- Arborétum és kilátótorony, Pákozdi-félsziget
- Doni emlékmű, Pákozdi-félsziget
- KEMPP - Katonai Emlékpark Pákozd
- A pákozdi csata emlékműve a katonai emlékparkban
- Szúnyog-sziget

### Sukoró
- Loyolai Szent Ignác-templom és kilátó
- Református templom
- Néprajzi ház
- Gyapjaszsák ingókő, Velencei-hegység
- Angelika-forrás, Velencei-hegység

### Velence
- Hauszmann–Gschwindt-kastély
- Meszleny–Wenckheim-kúria
- Beck-kastély
- Velence Korzó
- Bence-hegyi kilátó

### Egyéb településeken
- Református templom, Gárdony
- Szintezési ősjegy, Nadap
- Palermói Szent Rozália-templom, Nadap
- Zichy-kastély, Zichyújfalu
- Római-kori kőgát, Császárvíz, Pátka

## Élővilág

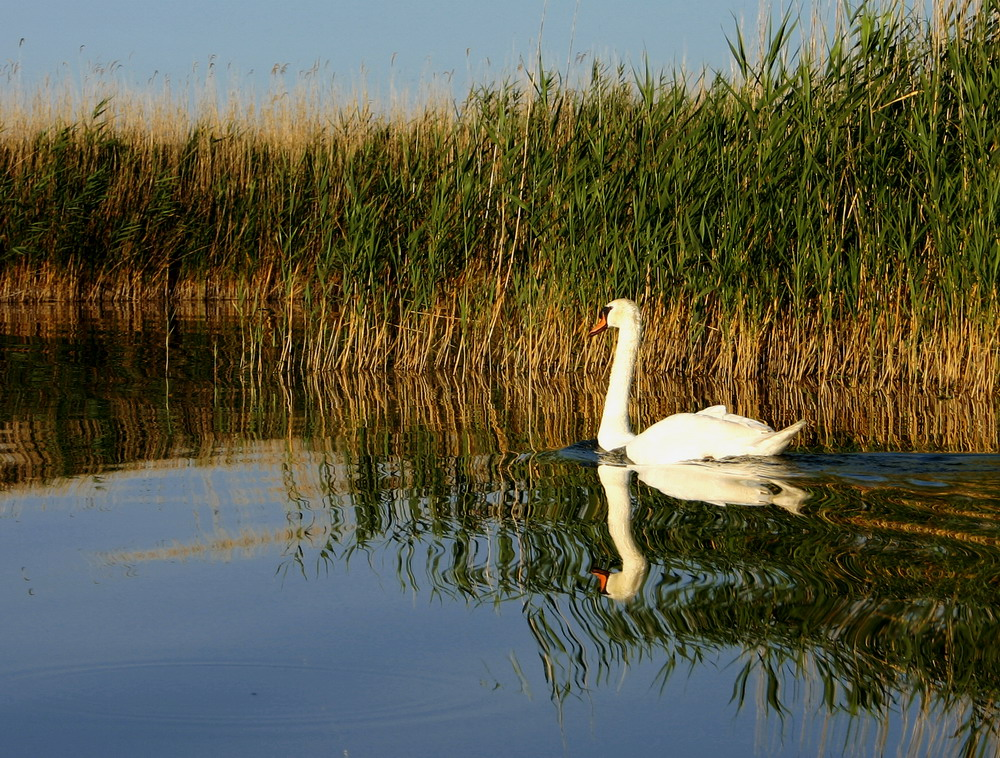
Bütykös hattyú a Velencei-tavon

Itt található a Velencei-tavi madárrezervátum Természetvédelmi Terület.

### Növényzet
A tó mentén a legjellegzetesebb fajok a gyékény, a hínár, a nád és a tengermelléki káka.

### Állatvilág
Fontosabb állatfajok a tavon és környékén:
- Madarak:
  - barna rétihéja
  - búbos vöcsök
  - dankasirály
  - kanalasgém
  - kékes rétihéja
  - kis vöcsök
  - nagy kócsag
  - bütykös hattyú
  - tőkés réce
  - vetési lúd
  - vízityúk
- Emlősök:
  - vaddisznó (a rezervátumban)
  - vidra
- Hüllők, kétéltűek:
  - vízisikló
  - kecskebéka
  - mocsári teknős
- Halak:

A tóban 26-féle növényevő és ragadozó hal él, köztük
- - ezüstkárász
  - ponty
  - csuka
  - süllő

A tó szabályozása miatt számos halfaj egyedszáma erősen lecsökkent.

## Tóparti települések
- Velence
  - Óváros
  - Velence-Újtelep
  - Velencefürdő
- Gárdony
  - Agárd
  - Dinnyés
- Pákozd
- Sukoró

A tókörnyéki települések a Gárdonyi kistérséghez tartoztak 2012-ig, 2013-tól pedig mindegyik a Gárdonyi járáshoz tartozik.

## Képgaléria

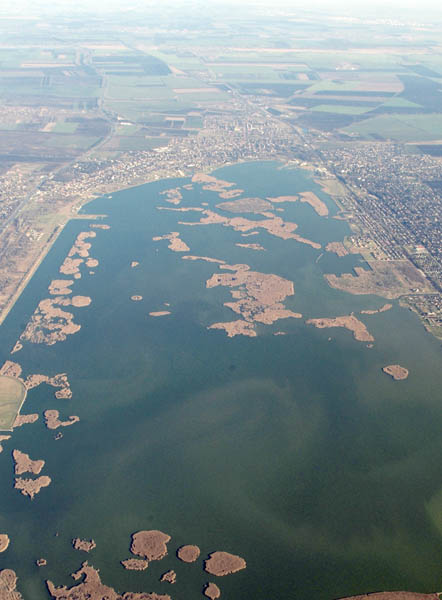
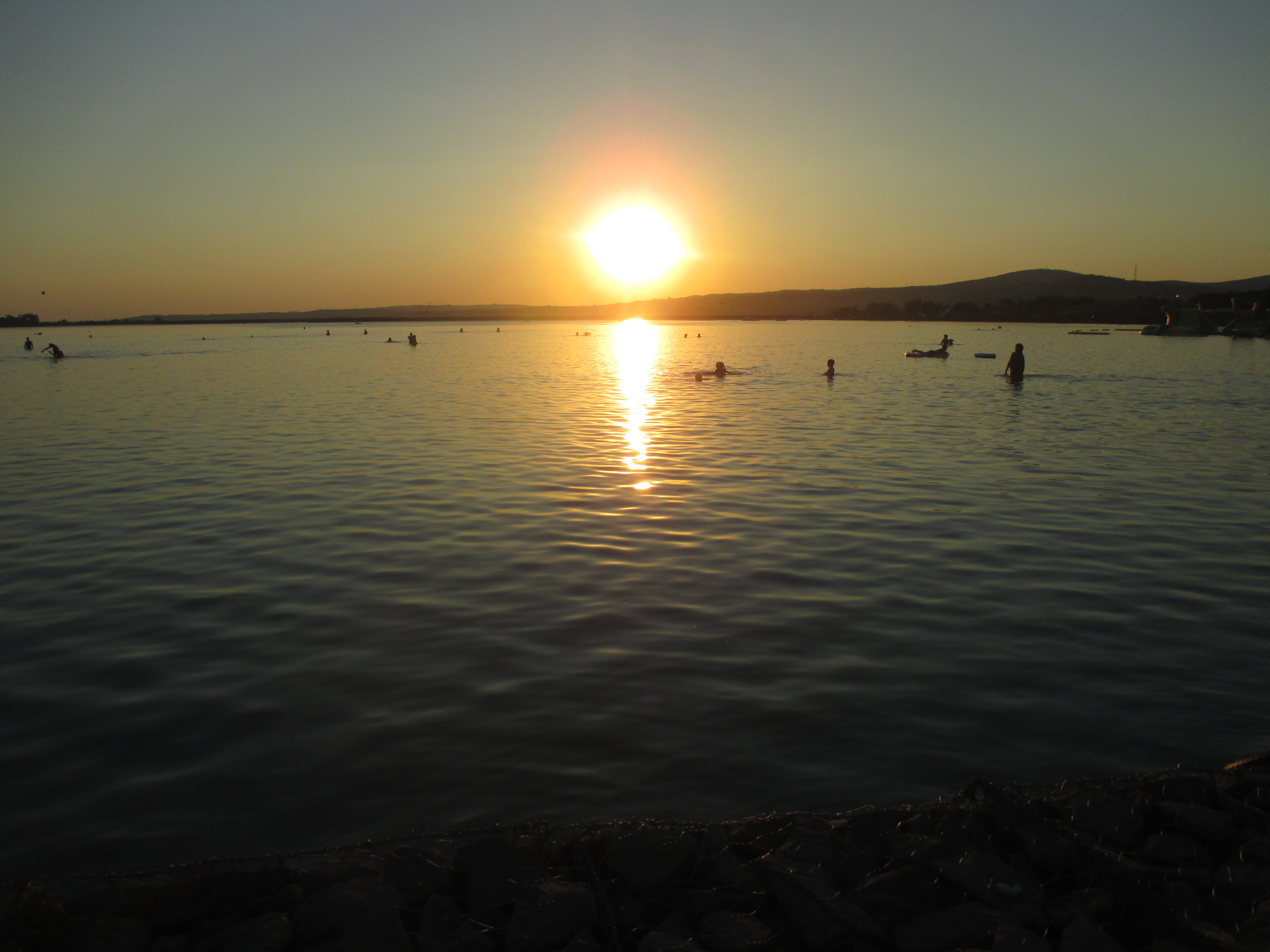
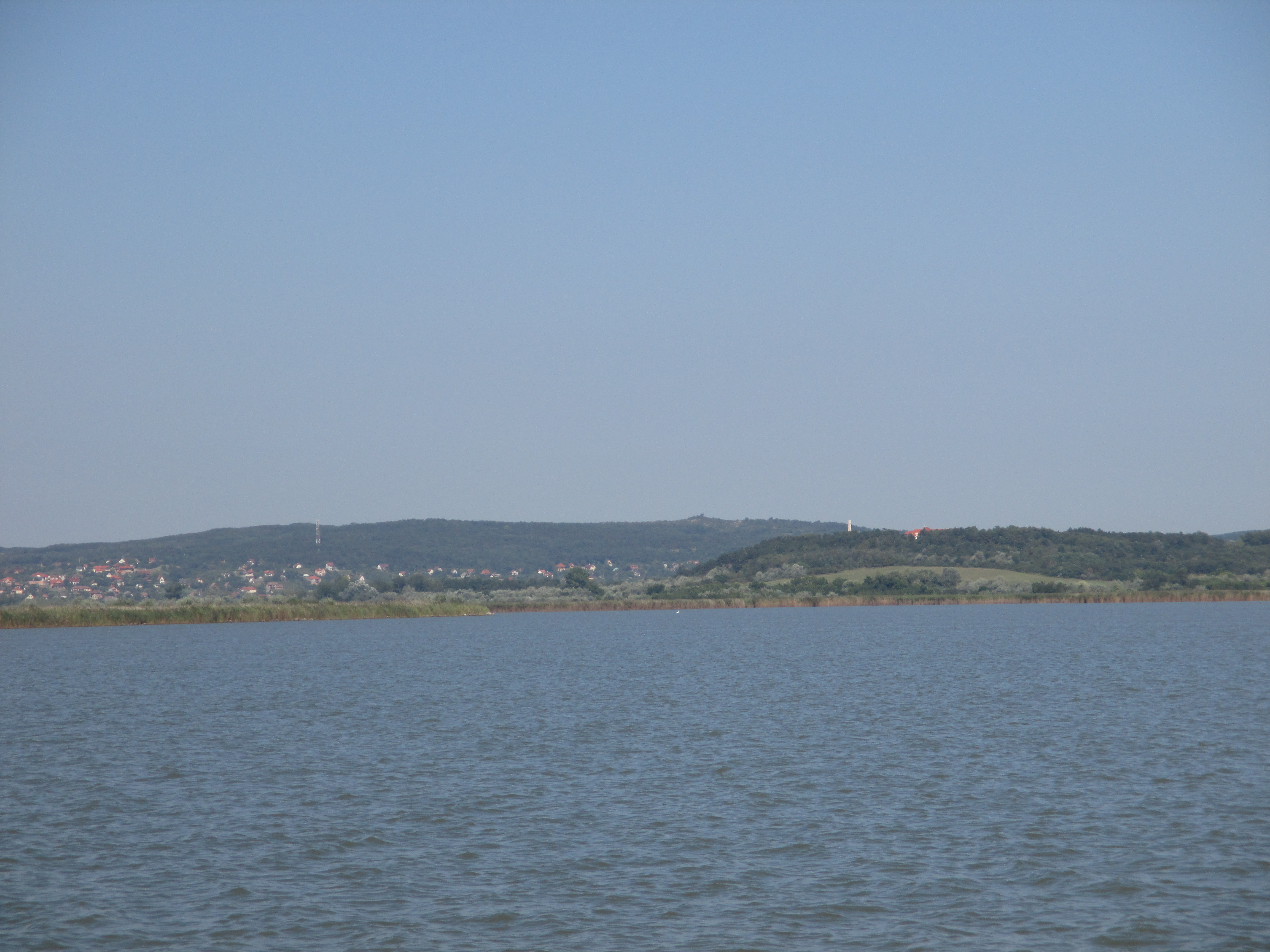
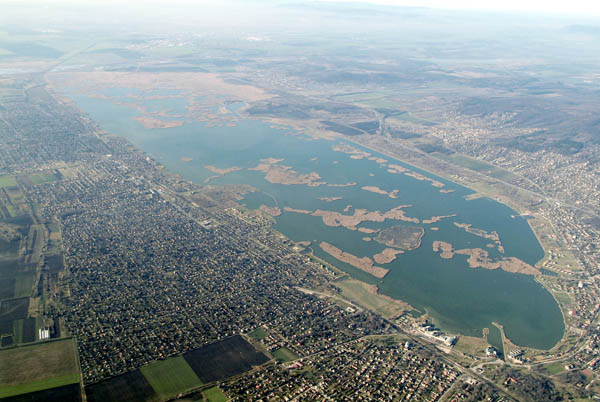
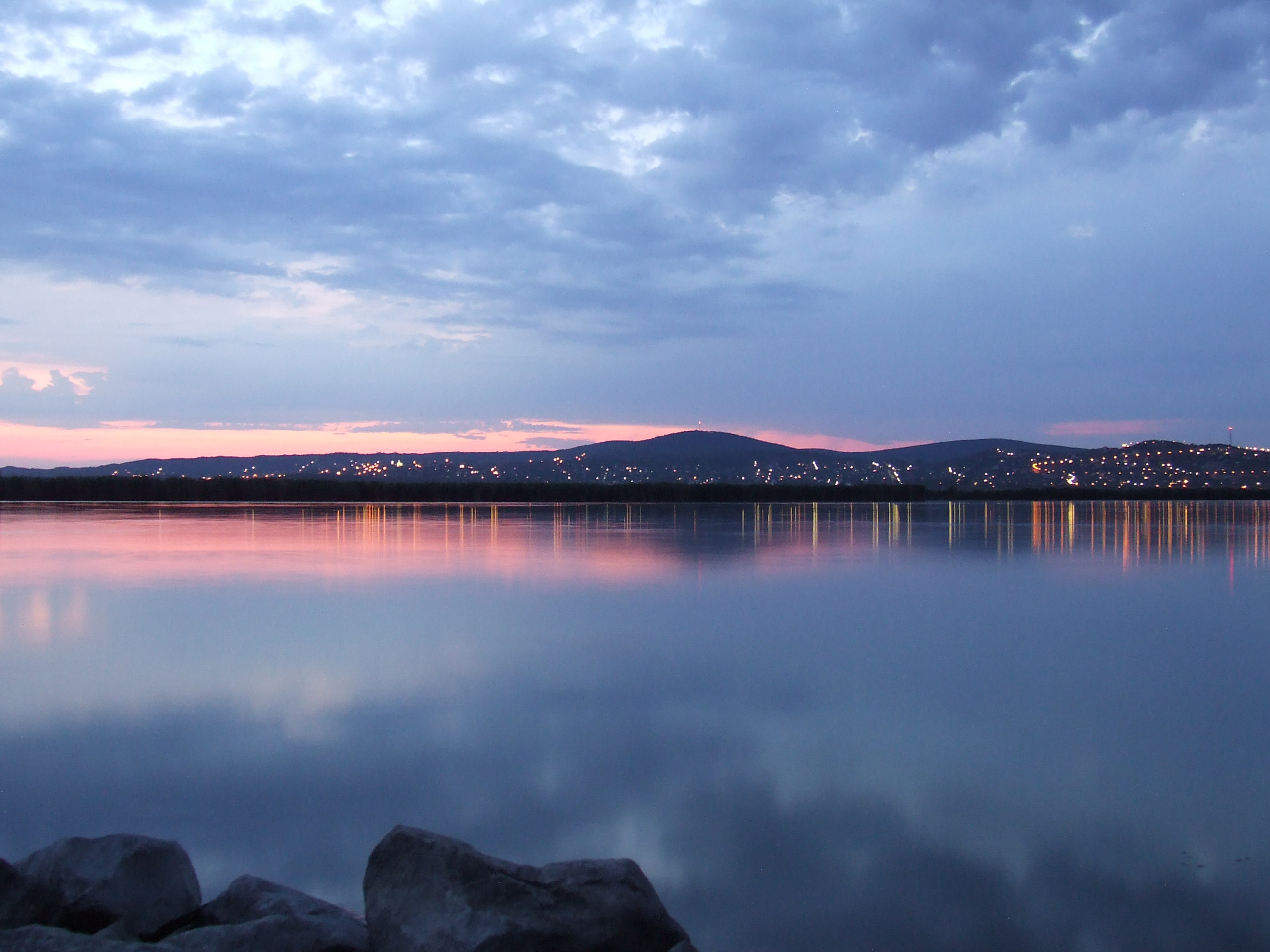

## Közlekedés
Budapesttől 40–50 km, Székesfehérvártól 15–20 km, autóval, busszal és vonattal egyaránt jól megközelíthető.